# Agbodji
Agbodji ist ein Arrondissement im Département Mono im westafrikanischen Staat Benin. Es ist eine Verwaltungseinheit, die der Gerichtsbarkeit der Kommune Bopa untersteht.

## Demografie und Verwaltung
Gemäß der Volkszählung 2013 des beninischen Statistikamtes INSAE hatte das Arrondissement 10.184 Einwohner, davon waren 5104 männlich und 5080 weiblich.
Von den 83 Dörfern und Quartieren der Kommune Bopa entfallen zehn auf Agbodji:
1. Agbodji
2. Agboh
3. Djidjozoun
4. Houègbo
5. Hounviatouin
6. Kowèho
7. Logloé
8. Mèdétogbo
9. Zizaguè
10. Zoungbo-Mission